# Барышовка (Абайская область)
Барышовка (каз. Барышовка) — село в Бородулихинском районе Абайской области Казахстана. Входит в состав Бородулихинского сельского округа. Код КАТО — 633830200.

## Население
В 1999 году население села составляло 118 человек (64 мужчины и 54 женщины). По данным переписи 2009 года, в селе проживало 57 человек (27 мужчин и 30 женщин).